# Tõlliste
Tõlliste är en ort i Estland. Den ligger i Tõlliste kommun och landskapet Valgamaa, i den södra delen av landet, 190 km söder om huvudstaden Tallinn. Tõlliste ligger 51 meter över havet och antalet invånare är 118.
Terrängen runt Tõlliste är platt. Runt Tõlliste är det glesbefolkat, med 9 invånare per kvadratkilometer. Närmaste större samhälle är Valka, 11,8 km sydväst om Tõlliste. Omgivningarna runt Tõlliste är en mosaik av jordbruksmark och naturlig växtlighet.